# Petr Svoboda
Pour les articles homonymes, voir Petr Svoboda (athlète).
Petr Svoboda (né le 14 février 1966 à Most en Tchécoslovaquie, aujourd'hui ville de République tchèque) est un joueur de hockey sur glace professionnel. Il évolue entre 1984 et 2001 en Amérique du Nord et il est le premier tchèque à avoir joué au moins 1 000 matchs dans la Ligue nationale de hockey (LNH). Au cours de sa carrière dans la LNH, Svoboda porte l'uniforme des Canadiens de Montréal, des Sabres de Buffalo, des Flyers de Philadelphie et du Lightning de Tampa Bay. Il remporte la Coupe Stanley avec les Canadiens en 1986. Il participe aux Jeux olympiques d'hiver de 1998 au Japon, où il marque le but gagnant de la finale, permettant à l'équipe tchèque de remporter la médaille d'or. Il prend sa retraite en 2001.

## Biographie
Svoboda commence sa carrière en jouant dans son pays en 1982 pour le club du CHZ Litvínov dans le championnat élite. Au cours de l'été 1984, il joue avec l'équipe moins de 18 ans tchécoslovaque qui se déroule en Allemagne. Il décide de quitter l'équipe à la fin d'un match, de se réfugier chez sa tante puis d'aller en Amérique du Nord. Il participe alors au repêchage d'entrée dans la Ligue nationale de hockey et est choisi dès la première ronde. Il est le cinquième choix du repêchage par les Canadiens de Montréal, après que les Penguins de Pittsburgh eurent choisis Mario Lemieux en tant que premier choix. Serge Savard, directeur général des Canadiens, est alors à la source de la défection du joueur Tchécoslovaque depuis Munich.

## Statistiques

### Statistiques en club
| Saison     | Équipe                  | Ligue      |       | Saison régulière | Saison régulière | Saison régulière | Saison régulière | Saison régulière |   | Séries éliminatoires | Séries éliminatoires | Séries éliminatoires | Séries éliminatoires | Séries éliminatoires |
| Saison     | Équipe                  | Ligue      | PJ    | B                | A                | Pts              | Pun              | PJ               | B | A                    | Pts                  | Pun                  |                      |                      |
| 1982-1983  | CHZ Litvínov            | 1. liga    | 4     | 0                | 0                | 0                | 2                |                  |   |                      |                      |                      |                      |                      |
| 1983-1984  | CHZ Litvínov            | 1. liga    | 18    | 1                | 3                | 4                | 20               |                  |   |                      |                      |                      |                      |                      |
| 1984-1985  | Canadiens de Montréal   | LNH        | 73    | 4                | 27               | 31               | 65               | 7                | 1 | 1                    | 2                    | 12                   |                      |                      |
| 1985-1986  | Canadiens de Montréal   | LNH        | 73    | 1                | 18               | 19               | 93               | 8                | 0 | 0                    | 0                    | 21                   |                      |                      |
| 1986-1987  | Canadiens de Montréal   | LNH        | 70    | 5                | 17               | 22               | 63               | 14               | 0 | 5                    | 5                    | 10                   |                      |                      |
| 1987-1988  | Canadiens de Montréal   | LNH        | 69    | 7                | 22               | 29               | 149              | 10               | 0 | 5                    | 5                    | 12                   |                      |                      |
| 1988-1989  | Canadiens de Montréal   | LNH        | 71    | 8                | 37               | 45               | 147              | 21               | 1 | 11                   | 12                   | 16                   |                      |                      |
| 1989-1990  | Canadiens de Montréal   | LNH        | 60    | 5                | 31               | 36               | 98               | 10               | 0 | 5                    | 5                    | 2                    |                      |                      |
| 1990-1991  | Canadiens de Montréal   | LNH        | 60    | 4                | 22               | 26               | 52               | 2                | 0 | 1                    | 1                    | 2                    |                      |                      |
| 1991-1992  | Canadiens de Montréal   | LNH        | 58    | 5                | 16               | 21               | 94               |                  |   |                      |                      |                      |                      |                      |
| 1991-1992  | Sabres de Buffalo       | LNH        | 13    | 1                | 6                | 7                | 52               | 7                | 1 | 4                    | 5                    | 6                    |                      |                      |
| 1992-1993  | Sabres de Buffalo       | LNH        | 40    | 2                | 24               | 26               | 59               |                  |   |                      |                      |                      |                      |                      |
| 1993-1994  | Sabres de Buffalo       | LNH        | 60    | 2                | 14               | 16               | 89               | 3                | 0 | 0                    | 0                    | 4                    |                      |                      |
| 1994-1995  | HC Chemopetrol Litvínov | Extraliga  | 8     | 2                | 0                | 2                | 0                |                  |   |                      |                      |                      |                      |                      |
| 1994-1995  | Sabres de Buffalo       | LNH        | 26    | 0                | 5                | 5                | 60               |                  |   |                      |                      |                      |                      |                      |
| 1994-1995  | Flyers de Philadelphie  | LNH        | 11    | 0                | 3                | 3                | 10               | 14               | 0 | 4                    | 4                    | 8                    |                      |                      |
| 1995-1996  | Flyers de Philadelphie  | LNH        | 73    | 1                | 28               | 29               | 105              | 12               | 0 | 6                    | 6                    | 22                   |                      |                      |
| 1996-1997  | Flyers de Philadelphie  | LNH        | 67    | 2                | 12               | 14               | 94               | 16               | 1 | 2                    | 3                    | 16                   |                      |                      |
| 1997-1998  | Flyers de Philadelphie  | LNH        | 56    | 3                | 15               | 18               | 83               | 3                | 0 | 1                    | 1                    | 4                    |                      |                      |
| 1998-1999  | Flyers de Philadelphie  | LNH        | 25    | 4                | 2                | 6                | 28               |                  |   |                      |                      |                      |                      |                      |
| 1998-1999  | Lightning de Tampa Bay  | LNH        | 34    | 1                | 16               | 17               | 53               |                  |   |                      |                      |                      |                      |                      |
| 1999-2000  | Lightning de Tampa Bay  | LNH        | 70    | 2                | 23               | 25               | 170              |                  |   |                      |                      |                      |                      |                      |
| 2000-2001  | Lightning de Tampa Bay  | LNH        | 19    | 1                | 3                | 4                | 41               |                  |   |                      |                      |                      |                      |                      |
| Totaux LNH | Totaux LNH              | Totaux LNH | 1 028 | 58               | 341              | 399              | 1 605            | 127              | 4 | 45                   | 49                   | 135                  |                      |                      |